# Tito Kirigin
Tito Kirigin (Mirca, 16. travnja 1920. – Split, 7. travnja 1987.) je bio predsjednik Hajduka sedamdesetih godina 20. stoljeća u vrijeme najvećih Hajdukovih uspjeha. S klubom je osvojio četiri prvenstva, pet kupova, te se dva puta plasirao u četvrtfinale Lige prvaka (tada Kupa europskih prvaka).

## Životopis
Tito Kirigin se rodio 1920. u Mircima na Braču.

### Ubojstvo Vojka Krstulovića
Kao član Komunističke partije i Saveza komunističke omladine Jugoslavije, Kirigin 22. lipnja 1944., politički motiviran, pucnjem iz revolvera oduzima život novinaru i političaru Vojku Krstuloviću.

### Poslije rata
Nakon 2. svjetskog rata postaje direktor splitske tvornice slatkiša Bobis. Otvara lanac prodavaonica kolača u Splitu i šire. Poslije postaje predsjednik atletskog kluba ASK, ali također je i aktivan u upravi Vaterpolskog kluba Mornar.

### Uspinjanje do predsjednika Hajduka
Godine 1966. postaje članom Upravnog odbora i Sekretarijata Hajduka. Dvije godine poslije, izabran je za potpredsjednika Hajduka. Kirigin je u klub donio mnoštvo ideja i inicijativa na modernim osnovama. Znao je brzo prepoznati talente. Prvi važniji transfer je bio onaj Dragana Holcera. Za to vrijeme Hajduk osvaja svoj prvi kup 1967. godine. Godine 1970. Kirigin je izabran za predsjednika Hajduka.

### Predsjednik najuspješnije generacije
Nakon odabira Kirigina za predsjednika, već sljedeće godine Hajduk osvaja prvenstvo Jugoslavije. Godine 1972. započinje niz od pet osvojenih kupova. Godine 1976. dogodio se poznati "slučaj Maksimović" kada je novosadski sudac oteo prvenstvo "bilima". Te iste godine Hajduk se plasira u četvrtfinale Lige prvaka, ali ispada protiv PSV-a ukupnim rezultatom 3:2 za PSV. Za to vrijeme Kirigin dovodi nova pojačanja tipa Brane Oblak, Boriša Đorđević i Rizah Mešković. Svoj mandat završava 1980. plasmanom u četvrtfinale Lige prvaka, ali i nesretnim ispadanjem u četvrtfinalu protiv HSV-a. Za njegovog nalljednika izabran je Ante Skataretiko.

### Kasnije djelovanje i smrt
Nakon završetka desetogodišnjeg mandata, Kirigin se pomalo povlači iz kluba, ali realizira transfere Blaža Sliškovića i Nikice Cukrova. Umire 1987. godine u Splitu.